# Henrietta O'Neill
Henrietta O'Neill (1758 – septembre 1793) est une poète irlandaise.

## Biographie
Fille unique de Charles Boyle, vicomte Dungarvan et de sa femme, Susannah Hoare elle est née Henrietta Boyle. Son père est décédé en 1759 et sa mère se remarie avec Thomas Brudenell-Bruce. Charles Brudenell-Bruce (1er marquis d'Ailesbury) est son demi-frère. Elle épouse John O'Neill (1er vicomte O'Neill) en 1777, alors qu'il est député irlandais.
Henrietta O'Neill est une amie de la romancière et poète anglaise Charlotte Smith. Elle est également une actrice amateur. Ses poèmes les plus connus sont "Ode to the Poppy" et "Written on Seeing her Two Sons at Play".
Ils ont deux enfants: 
- Charles O'Neill (1er comte O'Neill) (1779-1841)
- John O'Neill, 3e vicomte O'Neill (1780-1855)

Elle est décédée au Portugal en 1793, alors qu'elle est encore dans la trentaine. Son mari lui survit, devenant baron en 1793 et vicomte en 1795 mais est tué lors d'une rébellion à l'âge de 58 ans.